# Скороход Олександр Анатолійович
Скороход Олександр Анатолійович (нар. 30 серпня 1976 року, Київ, Українська РСР) — сучасний український письменник, громадський діяч, член Національної спілки письменників України, автор романів «Наречена» та «Помста».

## Життєпис
Народився 30 серпня 1976 року в місті Києві.
1994 року закінчив Вище професійне училище № 3 у м. Києві за спеціальністю кухар.
2010 року організував в Києві аматорський літературно-музичний гумористичний дует «АлексАндр», який заклав основи його захопленню літературною діяльністю. 
Протягом 2016 року працював в сценарній групі на Київській кіностудії «FILM.UA.groop», найбільшій у Східній Європі вертикально інтегрованій групі компаній у сфері кіно- і телепродакшна. На його ідеї було знято до десяти серій в українському телесеріалі «Черговий лікар».
Також 2016 році вийшла друком його перша книга «Зустрічам бути» на релігійно-психологічну тематику.
В тому ж році був написаний сценарій містичного короткометражного художнього фільму «Протистояння». Згодом він був переведений на англійську мову на замовлення американського бізнесмена Adam Joseph, друга автора.

## Літературна діяльність

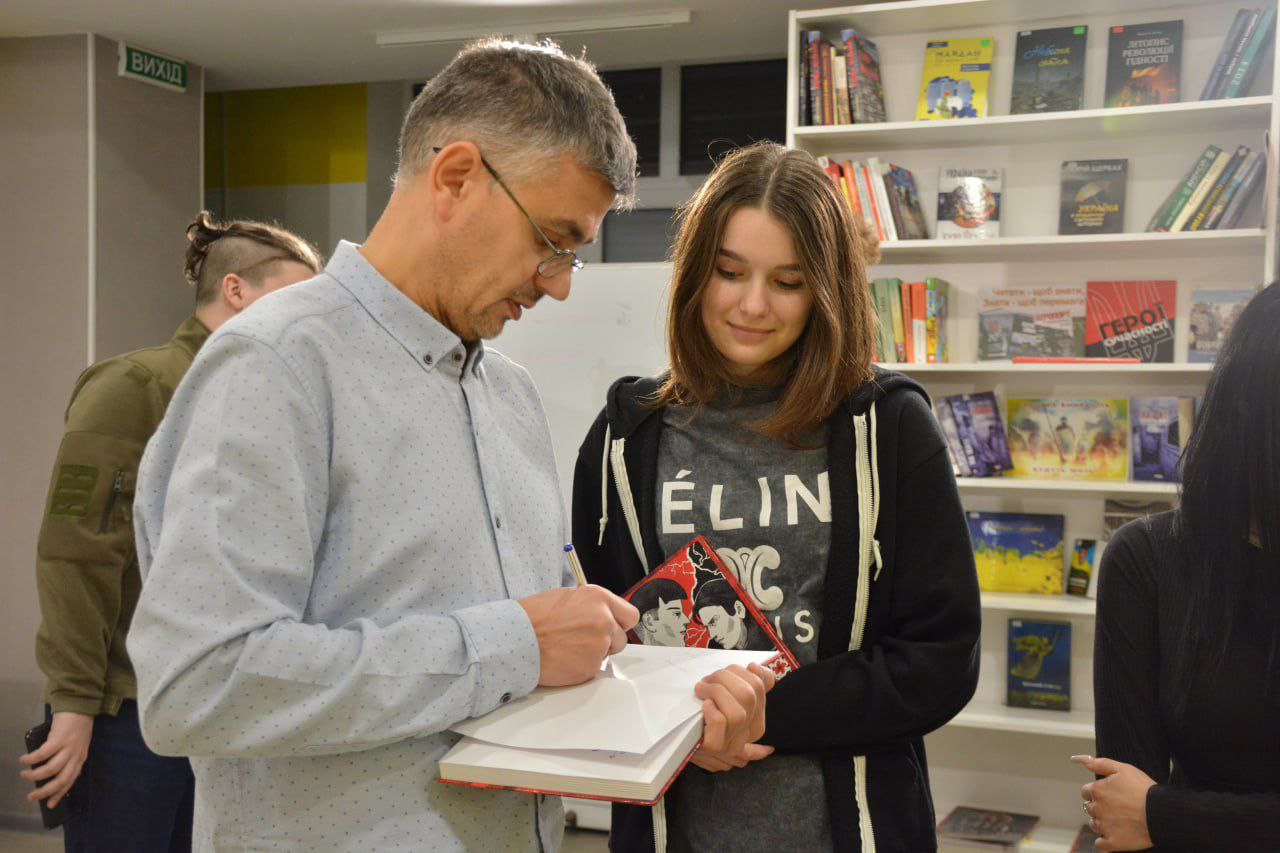
Олександр Скороход підписує книгу «Наречена» під час презентації, Київ, 2023 рік

2022 року, з початком повномасштабного вторгнення РФ в Україну, за народним переказом своєї бабусі Дарії Іллівні Лаби, яка з Вінниччини, з села Чудинівці, Олександр долучився до написання містичного роману «Наречена», який вийшов друком в типографії «Деоніс» в Києві у 2023 році. Роман «Наречена» увійшов до Величного списку сьомого Міжнародного літературного конкурсу рукописів прози на кращу книгу року «Крилатий Лев-2023». Книга зайняла перше місце у літературному конкурсі імені Костянтина Паустовського та друге місце у літературному конкурсі імені Івана Франка в Одесі (2023). Роман «Наречена» став лауреатом, перше місце літературного конкурсу НСПУ «Благовіст — 2023».
За романом «Наречена» написаний сценарій на повнометражний художній фільм, який наразі прийнятий до роботи  Київською кіностудією «ТОВ — 2016».
Наприкінці 2023 року  вийшов у світ роман «Помста» — продовження «Нареченої».
Також у 2023 році було видане художньо-публіцистичне біографічне видання «Вася Лі», із синхронним перекладом китайською мовою.
У 2024 році роман «Наречена» було перекладено англійською мовою з назвою «The Fiancee».
Роман «Помста» у 2024 році  став лауреатом, друге місце Всеукраїнського літературного конкурсу ім. Михайла Чабанівського, який проводила громада селища Сахновщина, Харківської області.

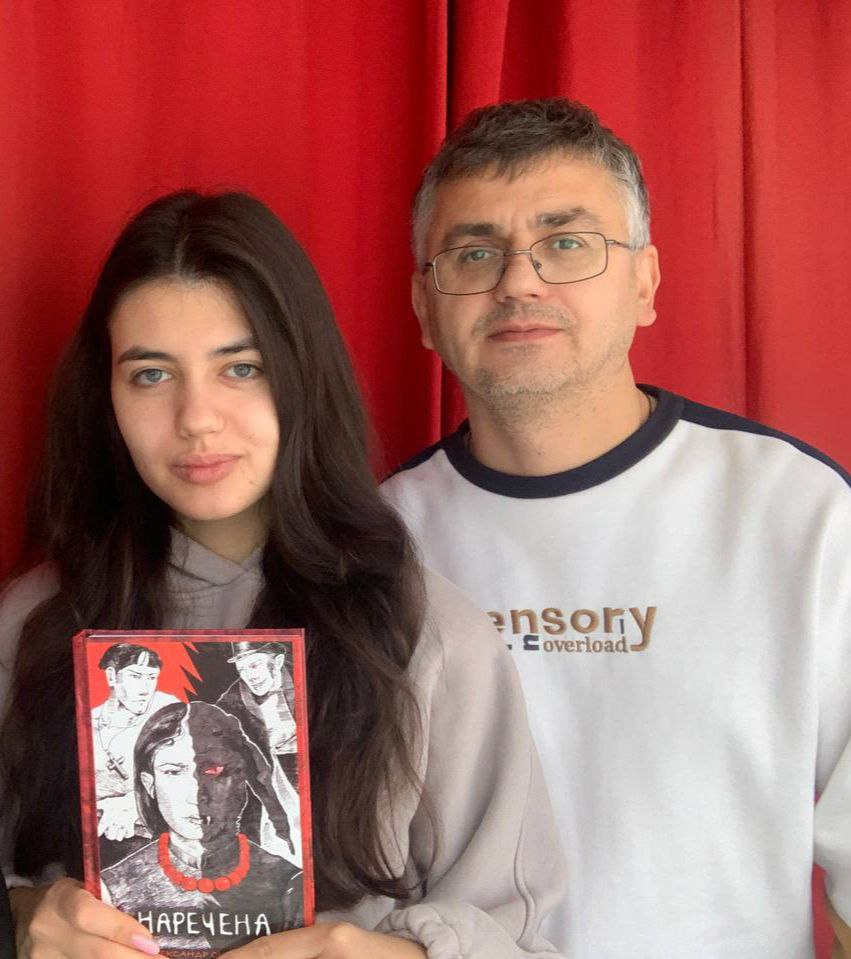
Олександр Скороход з донькою на презентації книги «Наречена», Київ, 2023 рік

В тому ж 2024 році Олександра Скорохода прийнято до лав Національної спілки письменників України.
Книжки автора читають по всьому світу від Нової Зеландії, Австралії, Японії до Америки, Канади і країнами Європи, та, звичайно, в багатьох містах України.

## Книги
- 2022 — Наречена
- 2023 — Помста
- 2023 — Вася Лі
- 2024 — The Fiancee

## Нагороди

##### Роман «Наречена»
- 2023 — роман увійшов до Величного списку сьомого Міжнародного літературного конкурсу рукописів прози на кращу книгу року «Крилатий Лев-2023»
- 2023 — перше місце у літературному конкурсі імені Костянтина Паустовського
- 2023 — друге місце у літературному конкурсі імені Івана Франка в Одесі (2023)
- 2023 — лауреат, перше місце літературного конкурсу НСПУ «Благовіст — 2023»

##### Роман «Помста»
- 2024 — лауреат, друге місце Всеукраїнського літературного конкурсу ім. Михайла Чабанівського